# Marcusenius cuangoanus
Marcusenius cuangoanus es una especie de pez elefante eléctrico en la familia Mormyridae que nativa de Angola; su área de distribución está acodada a un área específica del Río Kwango, perteneciente a la cuenca del Congo; puede alcanzar un tamaño aproximado de 114 mm.
Respecto al estado de conservación, se puede indicar que de acuerdo a la IUCN, esta especie puede catalogarse en la categoría «Vulnerable (VU)» debido principalmente a la acumulación de sedimentos provenientes de labores mineras en el río Kwango.